# 開発経済学
開発経済学（、英: development economics）は、途上国の経済問題を分析する、経済学の一分野。貧困や飢餓、栄養失調、失業、低賃金労働、低教育水準、女性差別、乳幼児や妊婦の高い死亡率、HIVやマラリアなどの感染病の蔓延、環境問題や水問題、汚職、貿易政策や債務問題など扱われるトピックは幅広い。そのため、ミクロ経済学、マクロ経済学、計量経済学、労働経済学、教育経済学、医療経済学、産業組織論、環境経済学、組織の経済学、都市経済学、行動経済学など幅広い経済学の知識が必要とされることから、開発経済学は「経済学の十種競技」と呼ばれる。

## 国家間所得格差の原因
理論開発経済学者の第一人者の一人であるDilip Mookherjeeによれば、開発経済学における国家間所得格差の原因を説明する理論的アプローチとして、以下の5つが挙げられる。

### 新古典派成長モデル
他の条件（貯蓄率、投資率、人口増加率、技術進歩率など）が同じであれば、収穫逓減の法則の下に、貧しい国は豊かな国よりも高い経済成長率を達成するので、長期的には国家間所得格差は無くなると主張する。従って、現実に観察される所得格差は、貯蓄率、投資率、人口増加率、技術進歩率などの差によって説明される。ロバート・ソローによる経済成長モデルを元にした議論で、1980年代半ばまで学界の主流意見であった。

### 二重経済モデル
経済発展は、伝統的産業（農業など）から労働生産性のより高い近代的産業（製造業など）へ労働力が移動することによって達成されると主張する。アーサー・ルイスによる議論が元になっている。
この議論では発展途上国の伝統的産業は効率が悪く余剰労働者数が高いと考えられ、この余っている労働者を近代的産業が伝統的産業より少し高い賃金を設定することによって労働力を伝統的産業から近代的産業へと移動させる。
近代的産業は従来の伝統的産業よりも高い利益をあげることができ、その利益をまた近代的産業に投資し拡大することによって、近代的産業の労働力需要が増え、さらに労働者を伝統的産業から移動させていくことができる。
こうして伝統的産業の労働者数を減らすことにより、伝統的産業は自ずと効率化を強いられ、結果的に労働力を最も効率良く分配することが可能になる。
しかしながらこの議論には問題が多少ある。
最初の問題は発展途上国の近代的産業はあまり効率がよくないことだ。
例としては家族経営の事業などがある。発展途上国では家系で代々継がれているお店や小さな売店などが多々ある。このような場所では商品を売る際にその場にいる労働者が全員で働くことはあまりない。つまり近代的産業に無駄が生じているわけであり、投資をしたり、労働力を伝統的産業から必要としていないことになる。この場合この議論では国は発展できない。
また次の問題として、発展途上国では伝統的産業がもともと効率が高くなっている場合がほとんどである。発展途上国での農民はすでに貧困状態であり、それを解消するために伝統的産業の効率があがっているからである。この場合この議論による伝統的産業の効率化はおこらず、貧困の原因は効率性ではなくその資力である（農民の場合、所有している耕地面積）。
最後の問題は政治的な問題である。
この議論は一方的に近代的産業を支援し、伝統的産業に効率化を強いるため、伝統的産業家（農家など）と近代的産業家が対立することは避けられず、これらをまとめ上げるのもまた非常に難しいとされる。

### ビッグプッシュモデル
規模の経済や外部性の存在により、経済主体（家計、企業）が協調して行動できないことが低所得をもたらすと主張する。経済主体が協調できるか否かは、各人の持つ他人の行動に関する期待や、歴史に依存する。Paul Rosenstein-Rodanが1940年代に唱えた説で、1989年に出版されたKevin Murphy, Andrei Shleifer, Robert Vishnyによる論文によって、数学的に定式化された。1990年代に主流意見となる。

### 植民地制度と歴史依存性
ヨーロッパによる植民地化が、所有権などの政治経済制度に影響を与え、それが今日の所得水準を決定していると主張する。Daron Acemoglu, Simon Johnson, James A. Robinsonによる2001年に出版された論文で、ヨーロッパ植民者の死亡率が高かった国ほど、今日の所有権制度が未整備で、従って所得水準も低い、ということが実証されたことをきっかけに、2000年代の主流意見となった。

### 信用制約と貧困の罠
規模の経済が存在する場合に、貧しい者はお金を借りる事ができないので、生産性の高い事業に投資できず、経済全体としても貧しい状態に留まってしまうと主張する。1993年に同時に発表された、アビジット・V・バナジーとAndrew Newmanによる論文、及び、Oded GalorとJoseph Zeiraによる論文によって、数学的に定式化された。

## 歴史

### 1950-60年代
戦後の復興を交え、援助が始まった時期。政府主導型の開発。
経済発展は国民所得の向上ととらえられており、国民一人あたり国民所得が伸びることを最大の「開発」の目的とした。この「開発の恩恵」は、自然に高所得層から低所得層に浸透（トリクル・ダウン）していくと考えられていたが、実際はそうはならなかった。
主流理論：単線段階理論
経済発展段階説の一種。経済成長には決まった段階があるとされており、時間を経るに従って、自然に経済格差は縮まっていくと楽観視する見方。ウォルト・ロストウが提唱したモデルが有名で、一時期経済史にも影響を与えた。
経済発展の段階：伝統的社会→成長への離陸の準備段階→離陸（テイク・オフ）→経済の成熟→大量消費社会
ハロッド・ドーマーモデル…より多くの投資が、より高い成長につながる。

### 1960-70年代
経済発展＝工業化の概念が確立された時期。政府主導型の開発。
国の経済構造の中心が農業から工業へと移ることを目指した。その過程で工業部門で雇用が創出され、労働力が農村から都市へ移り、工業労働人口が増えれば増えるほど、開発が進んだとみなされた。
経済発展の段階：伝統的社会の自給農業（第1次産業）→近代化社会の工業（第2次産業）→サービス（第3次産業）
主流理論：2部門経済発展モデル
伝統的社会と近代化社会、農業と工業、農村と都市といった、2部門の対比構造からなる理論。
経済発展の速度は、投資と貯蓄の割合が多いほど、速まる。

### 1970年代
開発途上国の経済発展が一向に進まず、貧困が減らないことに悲観論が出た時期。
これまでの開発戦略が、途上国の歴史的経験や経済の現状から乖離していることへの反省が出てきた。
台頭してきた理論：国際従属理論
第三世界の国々が、国内外の制度や経済的政治的硬直性の壁を前にして、途上国の開発が進まない原因は、先進国への従属・支配関係に巻き込まれているせいだとする見方。
この従属・支配関係は、もはや経済のシステム（仕組み）であり、この関係にある以上、「豊かな先進国と貧しい途上国」という関係は、慢性的で続いていく関係で、差は開く一方だと主張する。
資源ナショナリズムによる産油国の勃興。

### 1980年代以降
新しい古典派の台頭。市場主導型の開発により新興工業国が勃興。
主流理論:自由市場主義
政府の補助や規制を排除し、効率的な自由競争市場を促進するべきだという主張。開発が進まない原因は、国内の市場整備が遅れており、市場インセンティブが働いていないためだとする。
むしろ、非民主的な政府が介入することで、利権が公平に配分されなくなるため、政府の介入は少なければ少ないほど良い。
新成長理論…生産性の改善が、生産の拡大（経済成長）をもたらす。

### 1990年代以降
地球環境の悪化に伴い、持続可能な開発を志向すべきだという、国際的コンセンサスができた。
NGOなどの草の根の活動や個人経営体や地域住民を開発の担い手とする草の根民活の認識がふかまり、直接貧困層へ援助のアプローチすることが増え始める。

## 関連する課題
- 開発途上国と先進国の関係、世界システム論
  - 南北問題、北北問題、債務、ジュビリー2000
  - 国際協力…援助を進めるための議論、国益と援助の関係
  - グローバル資本主義グローバル化、グローバリゼーション、グローバルスタンダード
    - アルテルモンディアリスム、世界社会フォーラム
    - 反グローバリゼーション、地域主義、リージョナリズム
- 政治体制…開発独裁、傀儡政権 - 軍事援助。他方で政治体制が経済発展を阻害するという主張
  - 国内経済格差…経済発展が進んだ際に国内での「開発の恩恵」が性別や人種や宗教などに左右されずに、均等に配分され得るか
- 多国籍企業
- 開発論…「開発」の定義をめぐる問題
- 地球環境問題
- 人口増加
- 緑の革命
- 二重経済モデル
- 振替価格操作